# Темура
Темура́, тмура́ (ивр. תְּמוּרָה‎ — замена), в каббале — правила замены одних букв еврейского алфавита другими с целью постижения скрытых смыслов Торы.
Изменение слова происходит как с помощью таблиц Церуф (ивр. צירוף‎), где еврейский алфавит разделяется на две половины, которые пишутся одна над другой, затем верхние буквы подставляются вместо нижних, а нижние — вместо верхних, так и с помощью простого прочтения слова наоборот.